# Wanggou (köping i Kina, Jiangsu)
Wanggou (kinesiska: 王沟, 王沟镇) är en köping i Kina. Den ligger i provinsen Jiangsu, i den östra delen av landet, omkring 360 kilometer nordväst om provinshuvudstaden Nanjing. Antalet invånare är 67140. Befolkningen består av 34 590 kvinnor och 32 550 män. Barn under 15 år utgör 18,0 %, vuxna 15-64 år 66 %, och äldre över 65 år 14,0 %.
Genomsnittlig årsnederbörd är 832 millimeter. Den regnigaste månaden är juli, med i genomsnitt 219 mm nederbörd, och den torraste är januari, med 8 mm nederbörd.